# Шарль Моррас
 Шарль Марі́ Фотью́с Морра́с (фр. Charles-Marie-Photius Maurras; нар.20 квітня 1868, Мартіг, Буш-дю-Рон — †16 листопада 1952, Тур) — французький політик, публіцист, критик, поет, теоретик інтегрального націоналізму. Брав активну участь у діяльності консервативного руху Аксьон франсез, був прихильником монархії, обраний членом Французької Академії 9 червня 1938 року. Під час Другої світової війни співпрацював з режимом Віші, за що був позбавлений усіх звань та відбував довічне ув'язнення. Помер невдовзі після звільнення у 1952 році.

## Біографія
Шарль Моррас народився у провансальській католицькій родині, яка сповідувала ідеї монархізму. У віці 14 років під час навчання у коледжі почав втрачати слух, пізніше став майже повністю глухим. Через цю ваду зосередився на літературі, цікавився поезією, римською та грецькою філософією. У 1891 році переїхав до Парижу і разом із групою молодих поетів заснував т. зв. римську школу поетів, які протиставляли себе популярному у той час рухові символістів.
Після «справи Дрейфуса», яка призвела до поляризації суспільної думки, Моррас став затятим прихильником монархічних ідей, приєднався до консервативного руху Аксьон фрасез. У червні 1899 року він був одним із засновників журналу Аксьон франсез, де почав друкувати праці присвячені теорії інтегрального націоналізму. У своїх поглядах Моррас підкреслював верховенство держави та національних інтересів Франції, сприяв визначенню поняття національної спільноти, заснованої на «крові і ґрунті». Він також виступав проти ідеалів французької революції: «свободи», «рівності» і «братерства». У 1908 році його журнал став органом партії роялістів, почав виходити щоденно. Газета Аксьон фрасез виходила протягом наступних 40 років, відігравала значну роль у суспільному житті країни, знайшла підтримку серед певної кількості французів, однак також була об'єктом численних судових позовів..
Крім збірок віршів, Моррас також був автором декількох публіцистичних та філософських праць, подорожніх нарисів переважно по Греції та мемуарів. Після Першої світової війни, здобув визнання, як поет, літературний критик і мемуарист, однак втратив певний вплив на політичне життя. У 1938 році Морраса прийняли до Французької академії, де він займав крісло № 16. Під час німецької окупації у Другій світовій війні, Моррас, хоча й виступав проти співпраці з німцями, став переконаним прихильником уряду Петена. Після війни у вересні 1944 року був арештований, а в січні наступного року був засуджений до довічного тюремного ув'язнення і виключений з академії. У 1952 році за станом здоров'я Морраса звільнилі із в'язниці, однак невдовзі він помер у лікарні міста Тур.